# Зовнішній затульний м'яз
Зовнішній затульний м’яз (m. obturatorius externus) має вигляд трикутної пластинки, розташований на зовнішній поверхні затульної перетинки. Зовнішній затульний м’яз прикритий гребінним м’язом і початковою частиною довгого привідного м’яза стегна.
Початок: від країв затульного отвору і зовнішньої поверхні двох третин затульної перетинки.
Прикріплення: м’язові пучки прямують вбік і догори,  позаду  шийки  стегнової  кістки  переходять у тонкий сухожилок, який прикріплюється до вертлюгової ямки великого вертлюга стегнової кістки, поруч із сухожилком внутрішнього затульного м’яза. Частина пучків зовнішнього затульного м’яза вплітається в капсулу кульшового суглоба.
Функція: обертає  стегно  назовні,  бере  участь у його згинанні.
Кровопостачання: затульна артерія і бічна огинальна артерія стегна.
Іннервація: затульний нерв (L2 –L4 ).